# Brachypteraciidae
I Brachipteraciidi (Brachypteraciidae Bonaparte, 1854) sono una famiglia di uccelli dell'ordine Coraciiformes, endemici del Madagascar.

## Descrizione
Sono uccelli di media-taglia, che misurano da 25 a 49 cm di lunghezza, con livree variopinte; sono dotati di zampe relativamente lunghe e ali poco sviluppate.

## Biologia
Sono uccelli prevalentemente terricoli, poco abili nel volo, particolarmente timidi ed elusivi, la cui presenza spesso può solo essere intuita sulla base del canto.

### Alimentazione
Si nutrono di insetti e piccoli rettili.

### Riproduzione
Nidificano in buche scavate nel terreno.

## Distribuzione e habitat
Tutte e cinque le specie della famiglia sono endemiche del Madagascar.

## Tassonomia
Comprende 4 generi e 5 specie:
- Genere Brachypteracias
  - Brachypteracias leptosomus (Lesson, 1833) - ghiandaia marina terricola
- Genere Geobiastes
  - Geobiastes squamiger (Lafresnaye, 1838) - ghiandaia marina terricola squamosa
- Genere Atelornis
  - Atelornis pittoides (Lafresnaye, 1834) - ghiandaia marina pitta
  - Atelornis crossleyi Sharpe, 1875 - ghiandaia marina di Crossley
- Genere Uratelornis
  - Uratelornis chimaera Rothschild, 1895 - ghiandaia marina terricola codalunga